# Кургантепинское водохранилище
Кургантепинское водохранилище — гидротехническое сооружение в Узбекистане, построенное на юге Алтыарыкского района Ферганской области, в 2 км к югу от автодороги Фергана — Коканд. Площадь водохранилища — 2,81 км². Объём — 28,6 млн м³, из которых на полезный объём приходится 28,3 млн м³.
Находится на арыке Арабтепа (Алтыарыксай) между посёлком Бурбалык и горами Джар. Высота плотины — 45 м. 1-я очередь построена в 1975-77 гг., 2-я очередь завершена в 1981 г.
Водохранилище собирает воды рек Алтыарыксай и Бурбалыксай. Является источником воды для орошения 3000 га полей. Также служит резервуаром для сбора паводковых вод.